# Rathaus von Artà

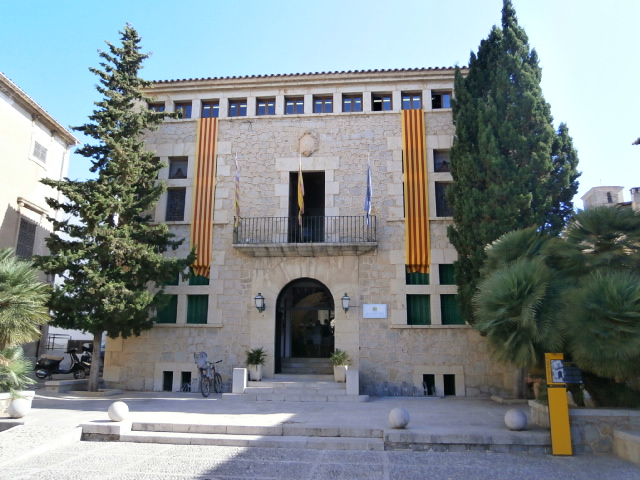
Rathaus von Artà

Das Rathaus von Artà (katalanisch: Ajuntament d’Artà) ist das Rathaus der spanischen Gemeinde Artà im nordöstlichen Teil der Mittelmeerinsel Mallorca.
Das Rathaus befindet sich im Zentrum Artàs am Plaça de l’Ajuntament.

## Architektur und Geschichte
Das Gebäude wurde im Jahr 1941 als Ersatz für ein älteres Rathaus errichtet. Der Plan für einen Neubau stammte bereits aus der Zeit der Zweiten Republik, zwischen 1931 und 1936. Bedingt durch den Spanischen Bürgerkrieg wurde das Vorhaben jedoch zunächst wieder eingestellt und der Bau erst nach Ende des Bürgerkriegs weitergeführt. Das Rathaus wurde gemeinsam mit dem davor befindlichen Platz 1941 eingeweiht.
Nach Ende der Franco-Diktatur wurden Symbole der Diktatur vom Gebäude entfernt.
Der dreigeschossige Bau ist symmetrisch ausgeführt. Im Untergeschoss befand sich eine Arrestzelle. Im ersten Obergeschoss sind Büros, darunter das Büro des Bürgermeisters sowie der Plenarsaal untergebracht. Im Dachgeschoss befindet sich ein Archiv.